# Перелешин, Иван Григорьевич
Иван Григорьевич Перелешин (ок. 1760 — не ранее 1823) — русский военно-морской деятель, капитан-командор (1804), кавалер ордена Святой Анны 1 степени (1819). 

## Биография
Родился в начале 1760-х годов. Происходил из дворянской семьи Перелешиных. В 1774 году поступил в Морской кадетский корпус в Санкт-Петербурге. В 1777 году был произведен в гардемарины. В 1777—79 годах Перелешин ежегодно плавал на различных военно-морских судах по Балтийскому морю и сделал переход из Архангельска в Кронштадт на новопостроенном линейном корабле «Благополучие». По окончании этого плавания 1 мая 1779 года был произведён в мичманы. 
В 1780 году Перелешин отправился в плавание из Кронштадта в Средиземное море на линейном корабле «Слава России», который в октябре того же годы разбился о скалы французского острова Леван Йерских островов вблизи Тулона (большая часть экипажа была спасена при активном участии французских рыбаков). Обратно из Средиземного моря в Балтийское Перелешин вернулся в следующем 1781 году на  корабле «Америка». Произведённый в лейтенанты, в 1782—1784 годах участвовал в плавании эскадры вице-адмирала Чичагова от Кронштадта до Ливорно и обратно. После возвращения, в том же году был командирован в Вятку для привода партии новобранцев во флот, с которыми и прибыл в Санкт-Петербург. 
В 1785 году был переведён из Балтийского на Черноморский флот, где возглавил транспорт № 3, на котором плавал по Азовскому и Чёрному морям. В следующем 1786 году лейтенант Перелешин командовал в Чёрном море пинкой № 2, а в 1787 году (1-го января) был произведен в капитан-лейтенанты.
Во время русско-турецкой войны 1787-1791 годов в 1788 году Перелешин служил на Черноморском флоте на линейном корабле «Мария Магдалина», который, попав в сильный шторм и получив серьёзные повреждения, был отнесён к турецким берегам и вблизи Константинополя захвачен турками вместе со всей командой. Вместе с другими членами экипажа, Перелешин провёл четыре года в турецком плену и только в 1792 году смог вернуться на родину. После возвращения Перелешин получил под своё командование бригантину № 2, на которой плавал по Черному морю между Севастополем и Николаевом.
В 1794—95 годах служил в интендантском ведомстве Черноморского флота, а с 1795 года — в Черноморской портовой конторе. 1 января 1796 года был произведён в капитаны 2-го ранга, вскоре после чего участвовал в проводке двух новопостроенных кораблей из Херсона в урочище Глубокую пристань, после чего был командирован в Калужское наместничество для привода новобранцев, отобранных для службы на флоте, в Херсон. Затем осуществлял надзор за постройкой в Херсоне гребных и транспортных судов. 
1 февраля 1798 года получил назначение командира (капитана) над Николаевским портом и 5 октября того же года был произведен в капитаны 1-го ранга. В 1801 году, за отличное командование портом и образцовое состояние вверенного флота, Перелешин был награждён императором Александром I перстнем с алмазами и императорским вензелем. 
10 февраля 1804 года Перелешин был произведен в капитан-командоры. В 1805 году был назначен начальником Второго отделения Счетной экспедиции (финансово-ревизионного отдела) Морского министерства. В 1806 году был награжден орденом Святого Владимира 4 степени.
14 июня 1809 года был назначен первоприсутствующим Казанской адмиралтейской конторы. На этой должности Перелешин прослужил до 1823 года, когда вышел в отставку.